# Viesques
Viesques es uno de los barrios del Distrito Este del municipio de Gijón, Asturias (España). 

## Toponimia
Su nombre deriva de la palabra asturiana Viesca, bosque o lugar frondoso.

## Población
Se trata del barrio de Gijón con mayor crecimiento de población en 2019, con 2850 nuevas personas empadronadas, pasando de 6027 a 8877 vecinos.

## Ubicación y comunicaciones
Limita al norte con los barrios de El Coto y Las Mestas, al oeste con Ceares, y al sur y este con Bernueces. El barrio está bien integrado en la morfología urbana de Gijón, por lo que tiene buenas comunicaciones:
- En autobús: Emtusa opera las líneas 2, 4, 15, 16, 18, 35, E71 y el Búho 4. También hay otros autobuses privados destinados a las zonas rurales.
- Por carretera: El barrio tiene salidas a las autovías AS-I y A-8.
- A pie y en bici: Gracias al Parque Fluvial, estos dos métodos de transporte son muy favorables. Un carril bici en Daniel Palacio conecta con El Coto y la costa. 
- En tren: El proyecto del Metrotrén incluye una estación ya construida en la rotonda de la avenida Justo del Castillo en su cruce con Albert Einstein.

## Historia
Viesques era una zona rural ubicada en la pendiente sur de la colina de El Coto, que daba a una vega bañada por el río Piles. El Plan General de Ordenación de 1986 (Plan Rañada) dividió estos terrenos en tres unidades de actuación encaminadas a la construcción de un nuevo barrio. La primera actuación urbanística comenzó en 1990 y desde entonces el barrio tuvo una intensa edificación hasta su práctica finalización en los albores de la crisis de 2008.

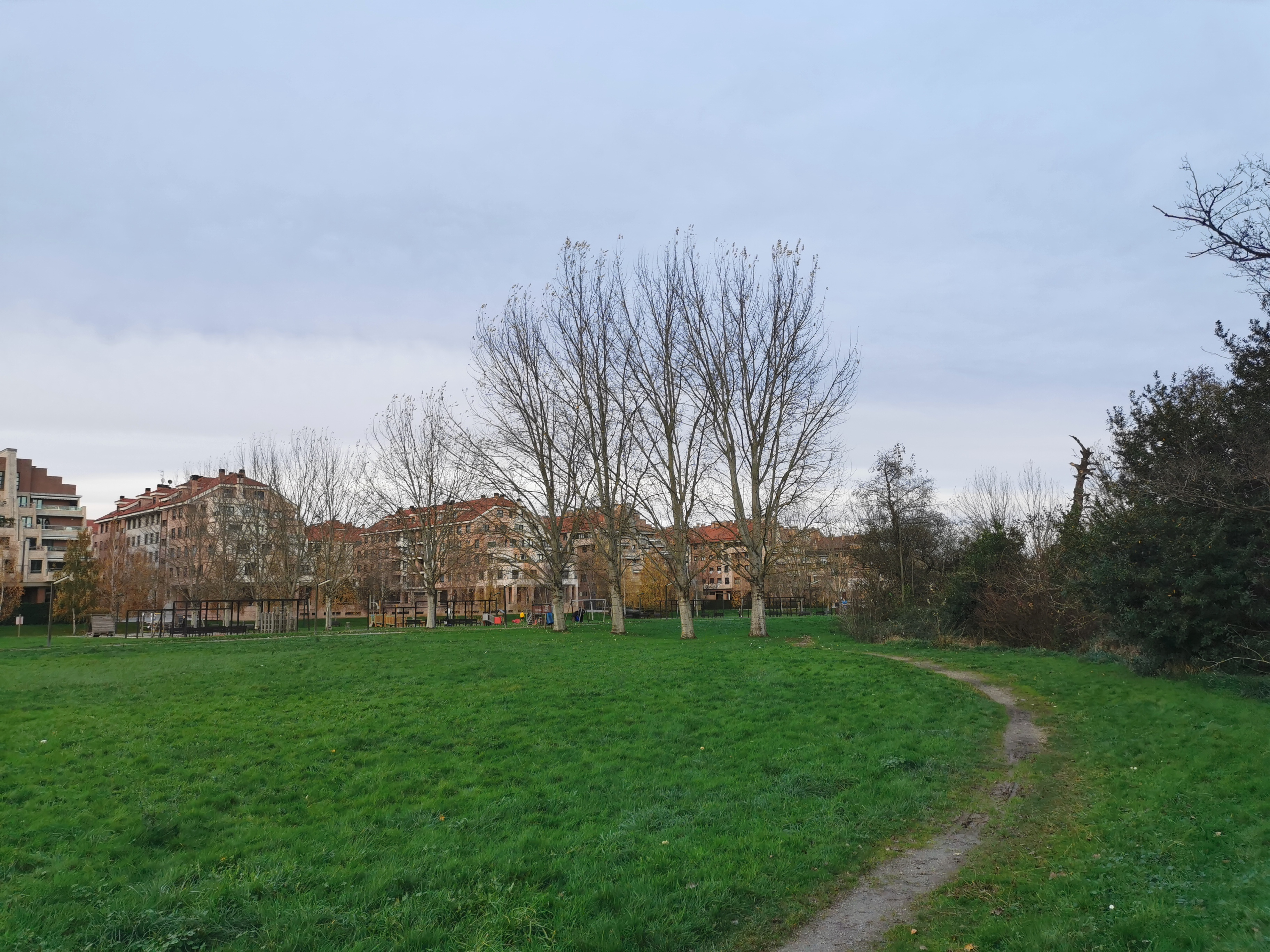
Parque Fluvial (2008)

En noviembre de 2001 el Ayuntamiento de Gijón bautizó a buena parte de las calles del barrio.Las calles al norte del río Piles, estructuradas en torno a la avenida del Mar Cantábrico, recibieron el nombre de concejos asturianos costeros. Por su parte, las calles del sur, organizadas alrededor de la avenida de la Cordillera Cantábrica, se llamaron como concejos asturianos del interior. Se hacía así un paralelismo con la geografía asturiana.
La pieza central del barrio sería el llamado Parque Fluvial del río Piles, cuyas obras se adjudicaron en 2005 por 7 millones de euros. Abrió al público en febrero de 2008.
Hoy en día es el barrio más floreciente de la ciudad, teniendo un gran porcentaje de población joven.

## Equipamientos
Viesques, al ser principalmente residencial, no tiene muchos equipamientos dentro del mismo aunque en las proximidades del barrio si se puedan encontrar más instalaciones como el Colegio Montedeva o el Pabellón de la Tejerona, ambos en Ceares
Las únicas instalaciones deportivas dentro del barrio son las de algunas urbanizaciones privadas que cuentan con sus propias instalaciones, principalmente piscinas. Es común practicar running en el Parque Fluvial del río Piles.
El CP Begoña (1978) es el único equipamiento educativo dentro del barrio. Se imparte Infantil y Primaria y además es la sede de la Asociación de Vecinos de Viesques. También existe una escuela de infantil, la EEI Viesques, pero se encuentra fuera de los límites del barrio, en Las Mestas. 
Comúnmente se llama al Campus de Gijón como Campus de Viesques, aunque ninguna instalación de la Universidad de Oviedo esté en el barrio. 
Viesques es la sede de la primera parroquia de España cuyo titular es San Juan XXIII, cuya festividad se celebra el 11 de octubre, día de la apertura del Concilio Vaticano II. La parroquia se creó en un local del barrio en 2001 aunque la actual iglesia se inauguró en 2007 tras reformar un almacén de piedra. La iglesia alberga una reliquia de santa Faustina Kowalska. Detrás de la misma hay una pequeña ermita al aire libre, la Ermita de Nuestra Señora de Schoenstatt; dependiente de la Parroquia de San Juan XXIII.